# Бойко Григорій Пилипович
Григо́рій Пили́пович Бо́йко (Грицько́ Бо́йко) (нар. 5 вересня 1923, Оленівка, Донеччина — 25 вересня 1978, Київ) — радянський, український письменник, поет і перекладач, член Спілки письменників СРСР.

## Біографія
Григорій Бойко народився 5 вересня 1923 року в селі Оленівці на Донеччині в сім'ї службовця. Після закінчення сільської семирічки він вчився в Оленівській рудниковій школі, яка знаходилась досить далеко. Тому хлопцеві щодня доводилося вставати о четвертій ранку, кілька кілометрів йти пішки до станції, а вже звідти їхати робочим поїздом до школи. І не здавалося, що важко, адже тяга до знань була безвимірною.
Після закінчення школи Грицько Бойко пішов на фронт захищати Батьківщину від навали фашистів. Служив рядовим кулеметного взводу, а потім і офіцером-зв'язківцем. Брав участь у боях під Сталінградом, був поранений і контужений. Удостоєний бойових урядових нагород.
Після війни Грицько Бойко став студентом українського відділу літературного факультету Донецького педагогічного інституту. У 1949 році закінчив його з відзнакою. Кілька років він працював в обласній газеті «Радянська Донеччина» та літературним консультантом Донецької філії Спілки письменників України.
Початком своєї літературної діяльності Г. Бойко вважав 1950 рік, коли в Донецькому обласному видавництві вийшла його перша збірка віршів «Моя Донеччина». Адресована вона була дорослим, а вже наступного року вийшла в світ збірка його поезій для дітей «Будем шахтарями». Відтоді поет не зраджував наймолодшим читачам, повністю віддав їм тепло свого серця і свій непересічний талант.
Грицька Бойка справедливо можна назвати неперевершеним майстром сміху в поезії для дітей. Він, як ніхто інший, вмів не просто розважати молодших читачів, а й з теплим, добрим гумором дотепно й незлобливо показати найрізноманітніші вади дитячого характеру. Вереда, замазура, хвалько, брехун, ледар, базіка, невіглас, недотепа, боягуз, підлабузник, задавака, ябеда, роззява, симулянт — ось «знамениті» персонажі його чудових віршів та поем.

Могила Грицька Бойка

Помер 25 вересня 1978 року. Похований на Міському кладовищі «Берківцях». Поруч з ним похований його син драматург Вадим Бойко.

## Праці
Грицько Бойко писав у своїх творах про рідний край — Донеччину, про героїчну працю шахтарів. Це збірки: «Будем шахтарями», «Ми з Донбасу», «Шахтарочка».
В інших творах він розповідав дітям про їхніх ровесників за рубежем: «Два хлопчики Сміти», «Славків гість», «Діти Чилі». Є серед написаного Грицьком Бойком і п'єси-казки: «Космічна подорож» та «Про Андрійка і Терпця». Популярним жанром у поета були також скоромовки-спотиканки та загадки. Вони змушують сміятися і думати, збуджують цікавість та увагу.
Із захопленням Грицько Бойко працював для дошкільнят. Для них він написав коротенькі веселинки та мініатюри. Вони не тільки бавлять малечу, а й несуть цікаві відомості про життя, природу, допомагають пізнавати довкілля.
Грицько Бойко не тільки поет-гуморист, а й поет-перекладач. Для українських дітей він переклав твори С.Маршака, К. Чуковського, А. Барто, С. Михалкова, а також інших поетів.
Знаний Грицько Бойко і як поет-пісняр. Він написав понад 400 пісень, переважно для дітей. Відомі українські композитори А. Кос-Анатольський, А. Філіпенко, Ю. Рожавська, А. Мясков поклали чимало його творів на музику. Великою популярністю користувалися його «Ніченька-чарівниченька» (композитор І. Поклад), «Вишневий цвіт» (композитор В. Верменич). Класикою стали створені ним з Аркадієм Філіпенком «На місточку» та «Соловейку, щебечи!». Ці пісні записав з дитячим хором Іван Семенович Козловський.

## Сім'я
Григорій Бойко є дідусем художника Олега Луньова.

## Вшанування
2 березня 2023 року Центральну бібліотеку імені Зої Космодем’янської для дітей перейменовано на бібліотеку імені Грицька Бойка.